# 称念
称念（しょうねん、永正10年（1513年） - 天文23年7月19日（1554年8月17日））は、戦国時代の浄土宗の僧。俗姓は藤田氏。字は吟応。号は三蓮社縁誉。江戸の出身。
江戸増上寺の周仰、下総国飯沼弘経寺の祖洞に師事して浄土教学を学び、江戸に天智庵を開創した。その後、京都一心院で専修念仏に努め、浄土宗捨世派の祖となった。
]